# Kościół Świętych Apostołów Piotra i Pawła w Łeknie
Kościół Świętych Apostołów Piotra i Pawła w Łeknie – rzymskokatolicki kościół parafialny znajdujący się we wsi Łekno, w województwie wielkopolskim.
Jest to świątynia późnogotycka z połowy XVI wieku, trzynawowa, halowa z niedokończoną wieżą po stronie południowej. W fasadzie, wzmocnionej dwiema ośmiobocznymi basztami, profilowany portal ostrołukowy,szczyt ożywiony ostrołukowymi blendami,zwieńczony sterczynami. Sklepienia gwiaździste. W głównym ołtarzu barokowym późnogotycka drewniana rzeźba Madonny z Dzieciątkiem. Nagrobek fundatora kościoła Nikodema Łekińskiego, kasztelana nakielskiego (zmarłego 1576) i jego żony. Epitafium (Rietschel z Drezna) Josepha von Zerboni di Sposetti (zmarłego 1831), naczelnego prezesa Wielkiego Księstwa Poznańskiego w latach 1815–1824.

## Galeria

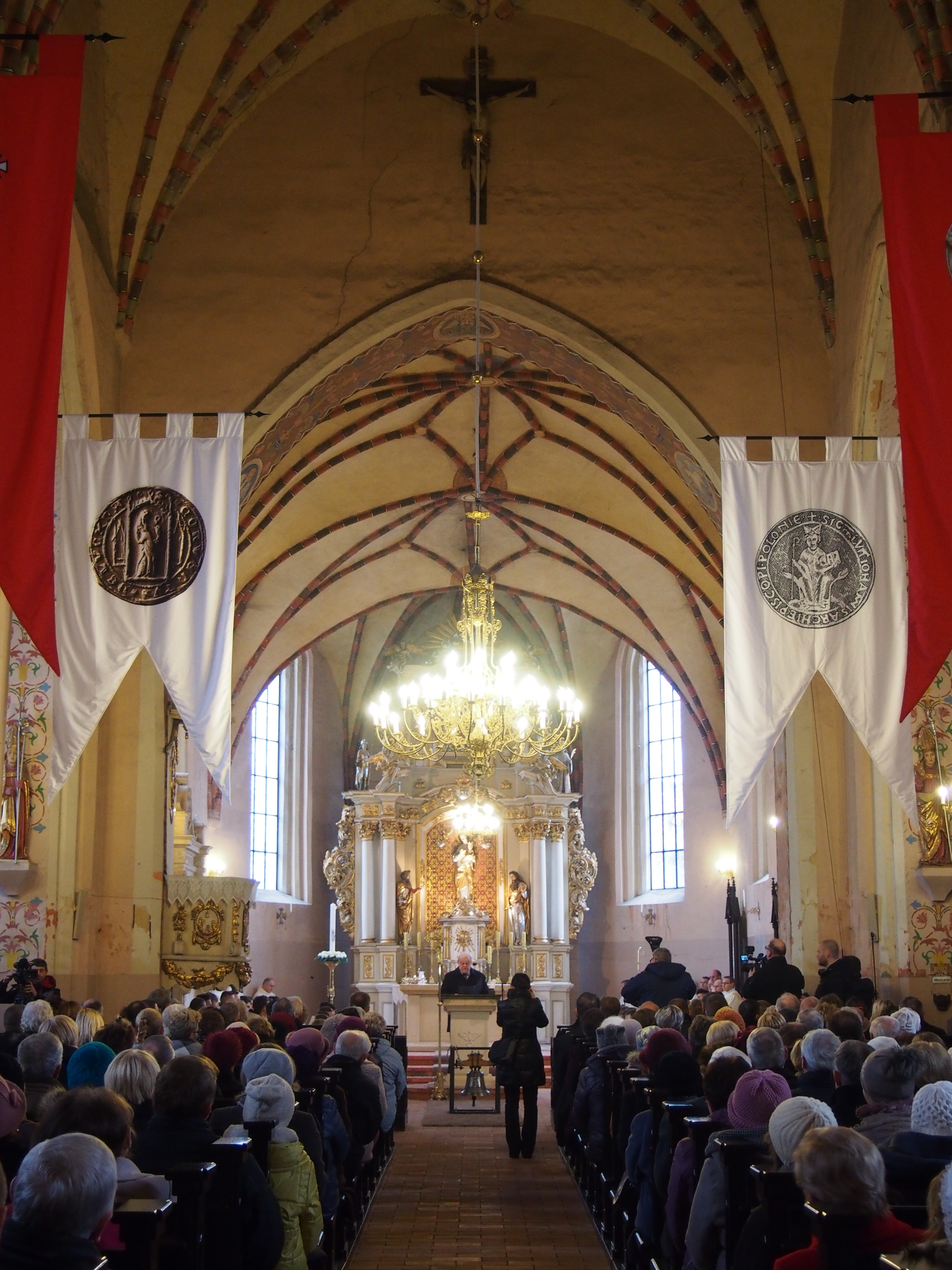
Nawa główna i sklepienie kościoła – zbliżenie.
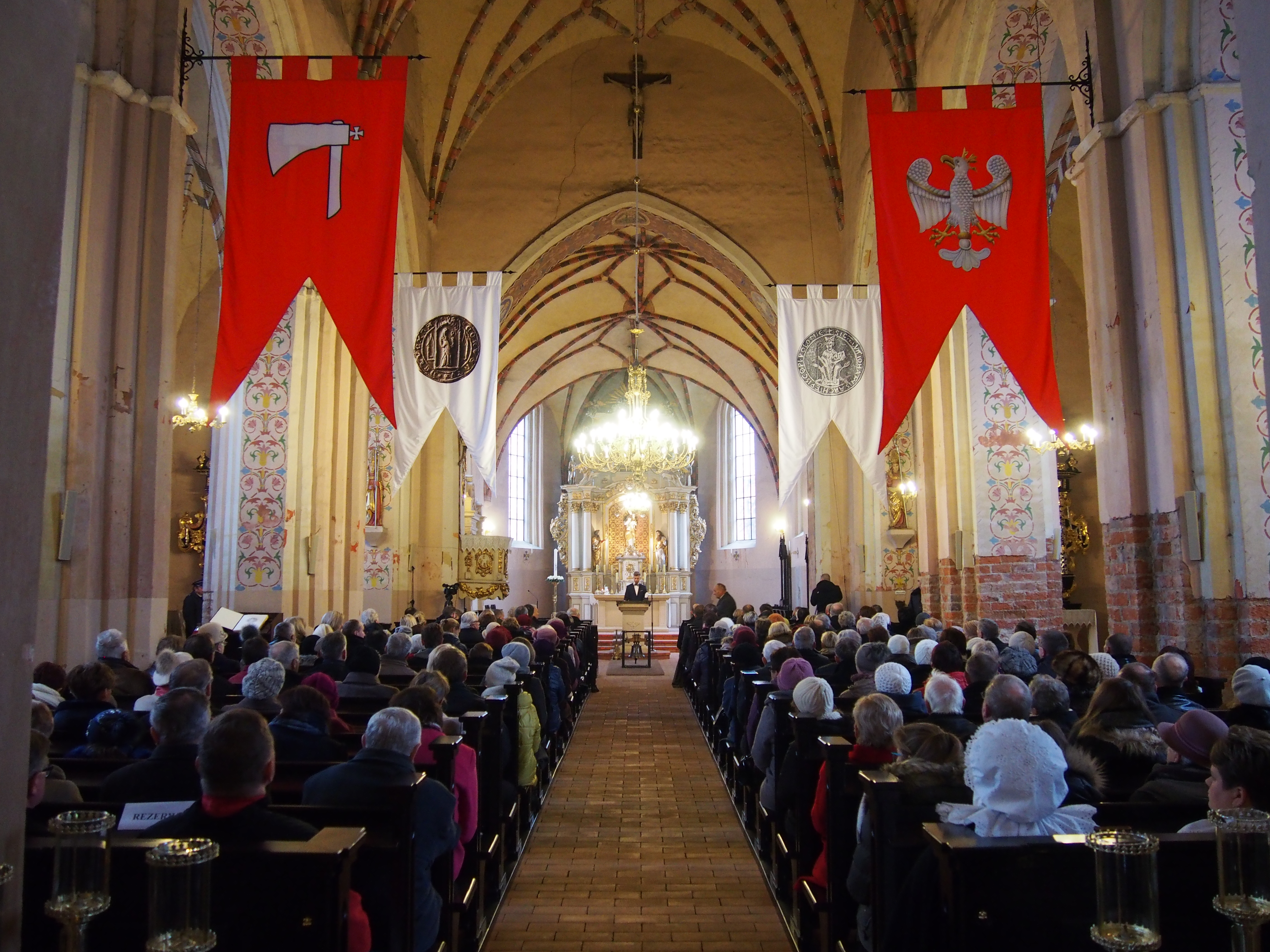
Nawa główna i sklepienie kościoła – widok ogólny.
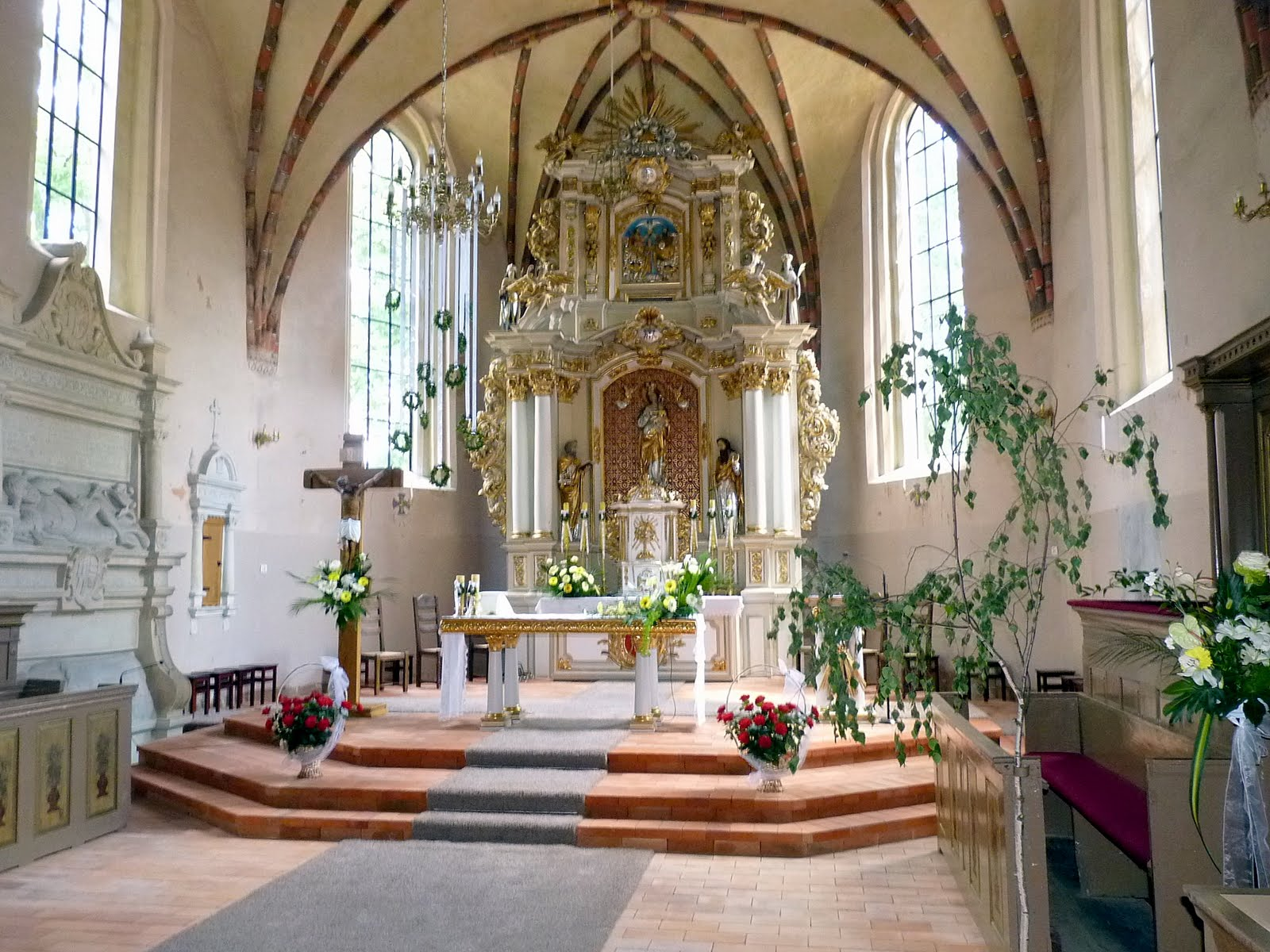
Ołtarz główny
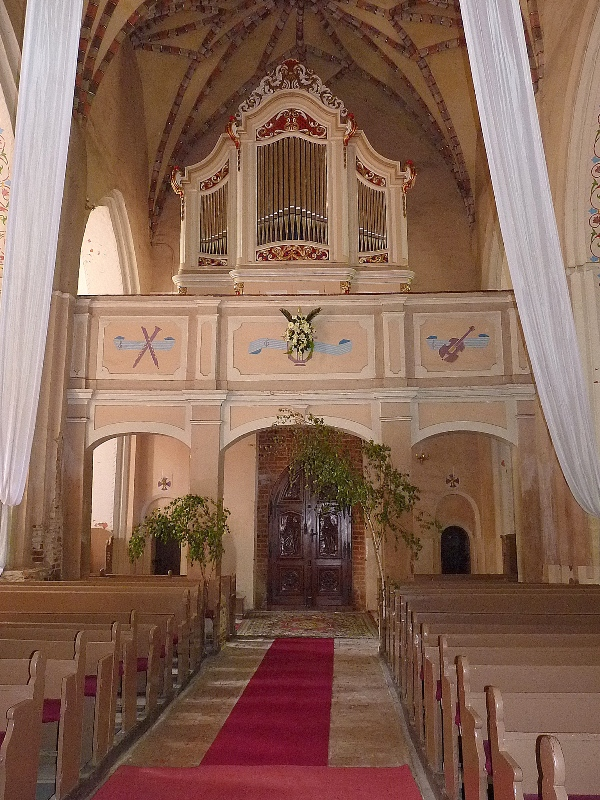
Organy
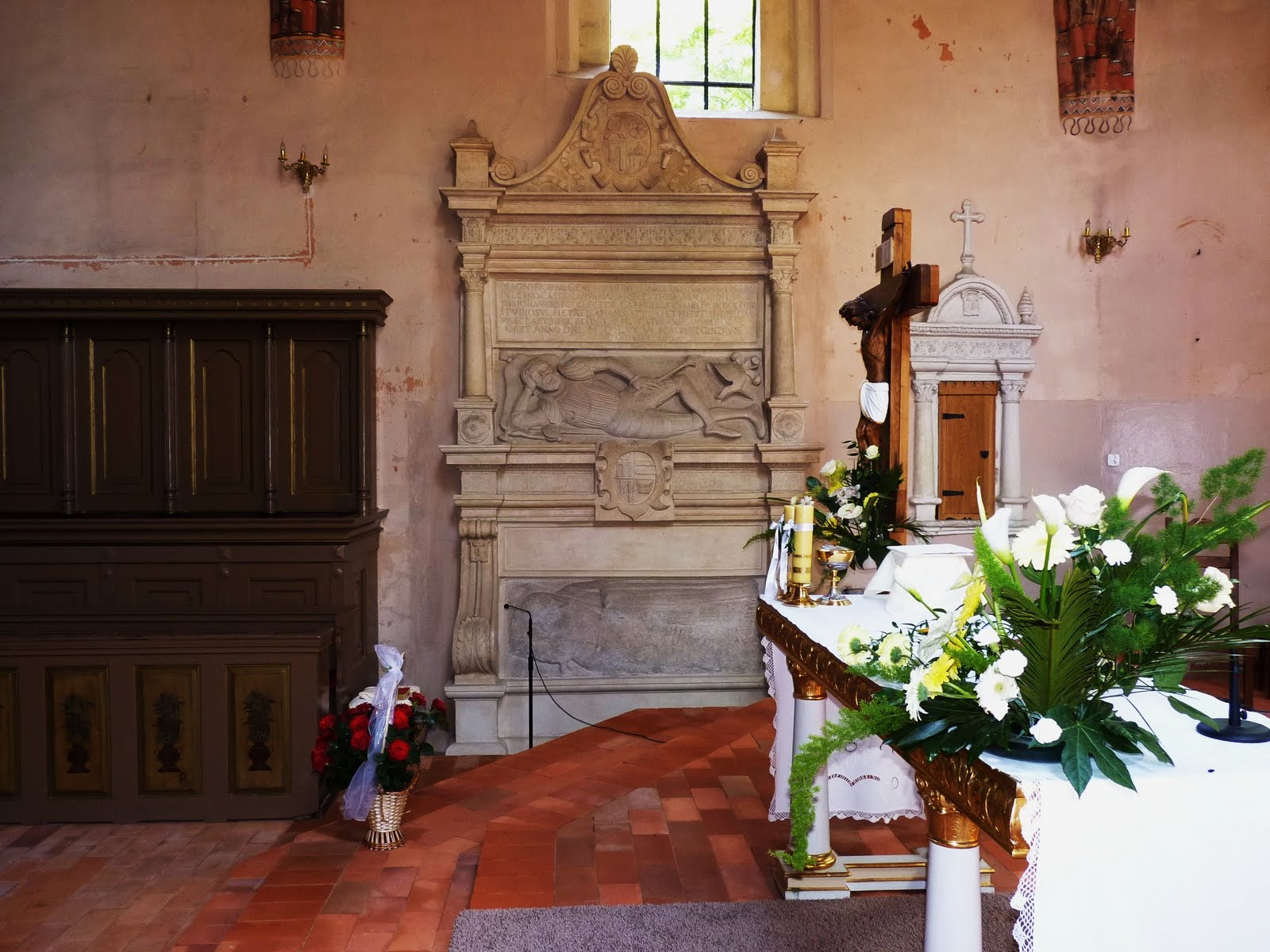
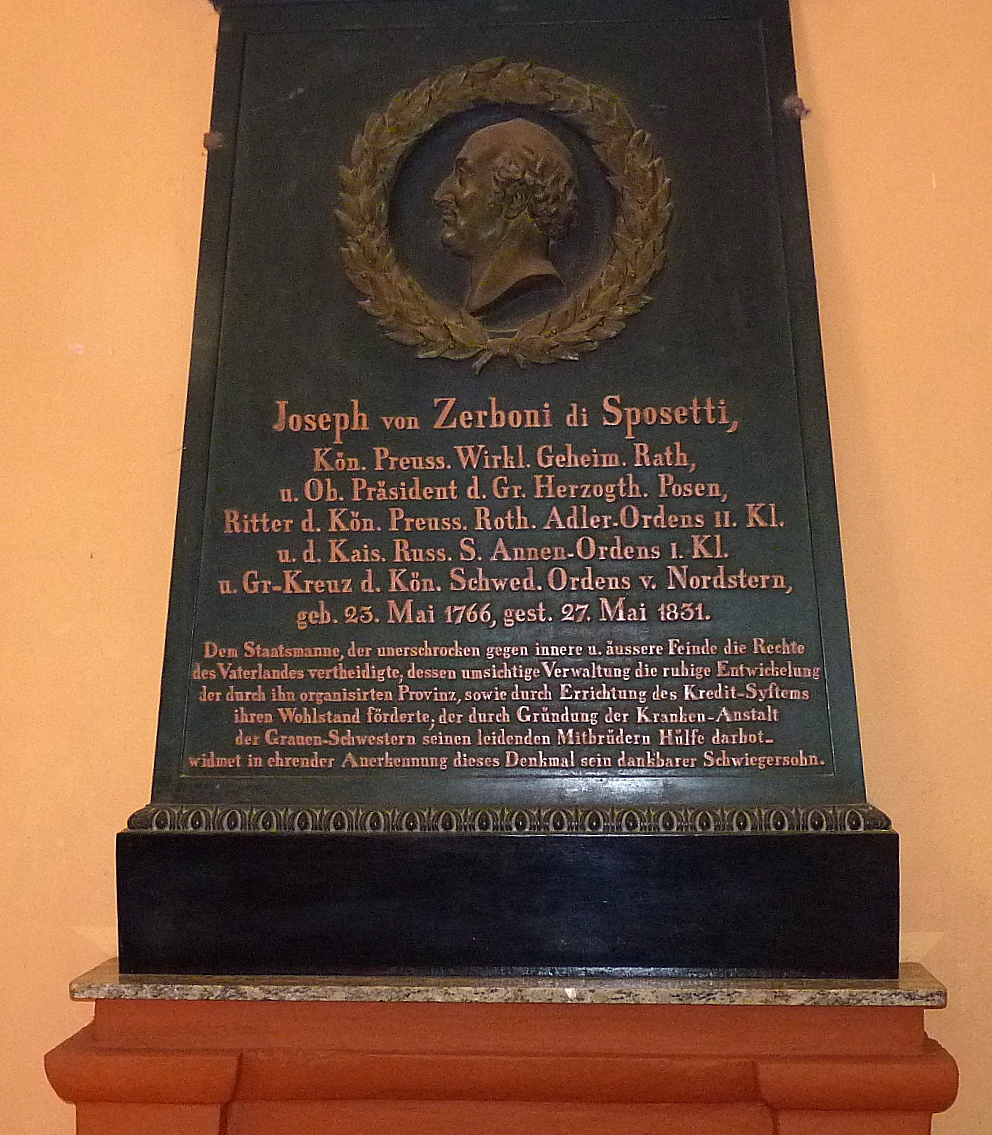
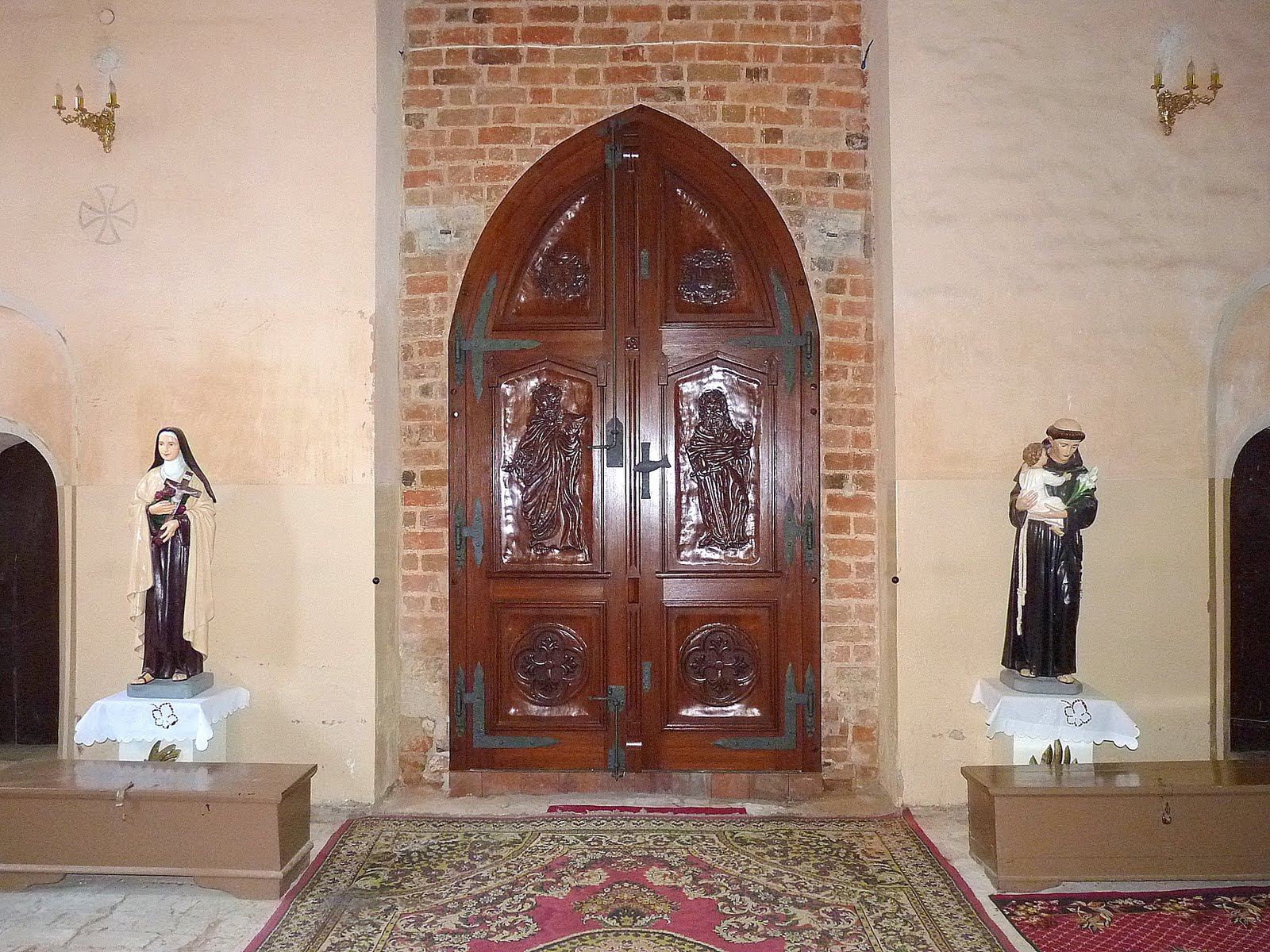
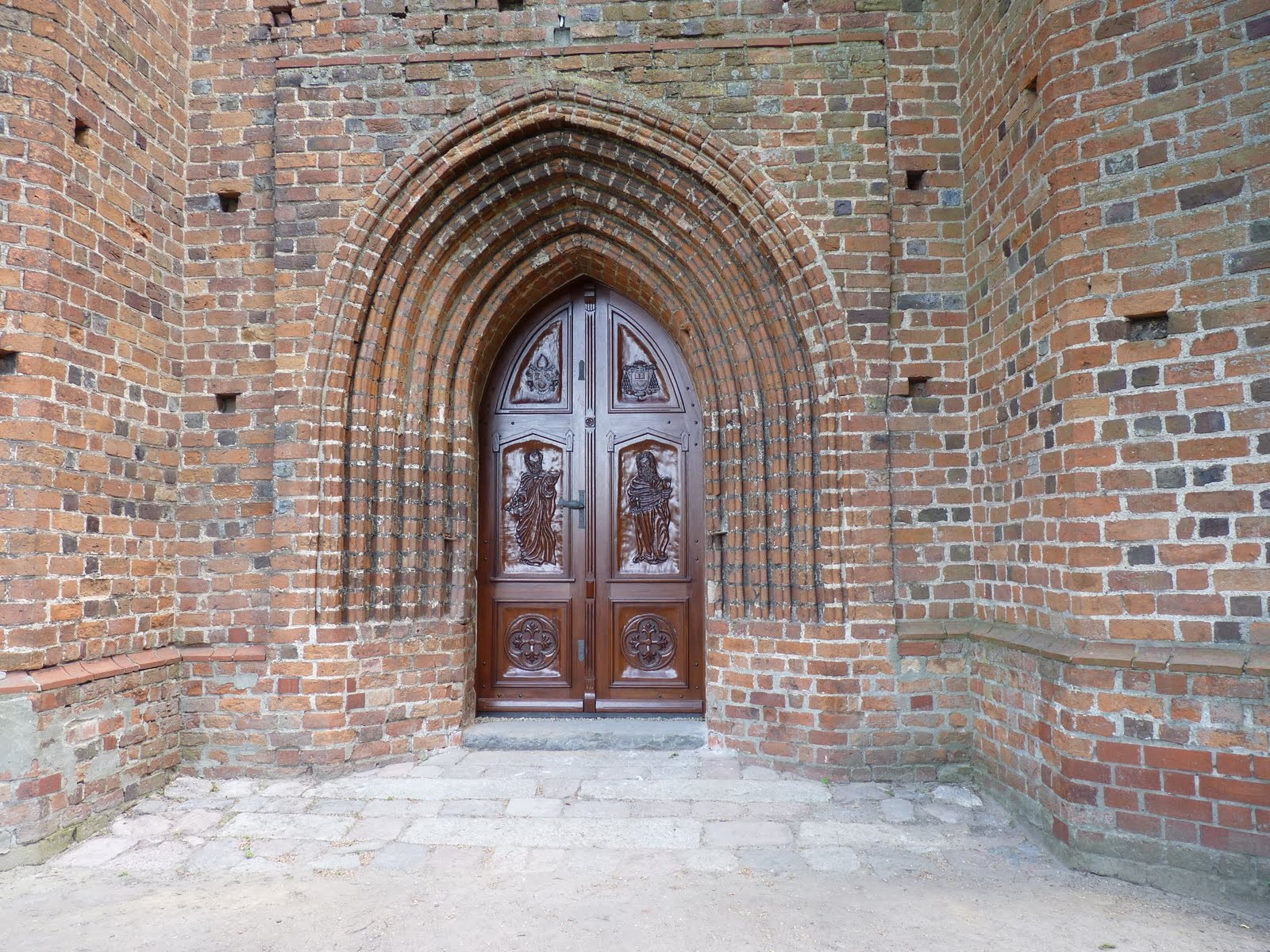
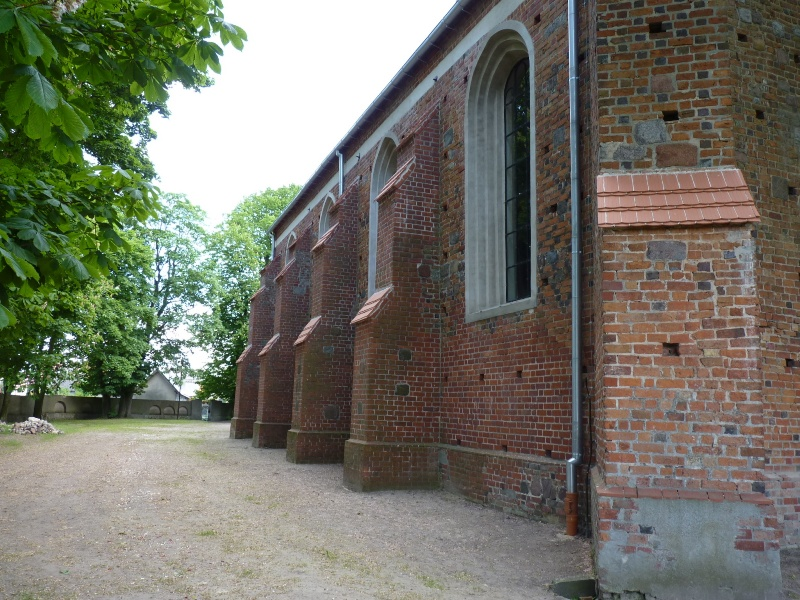
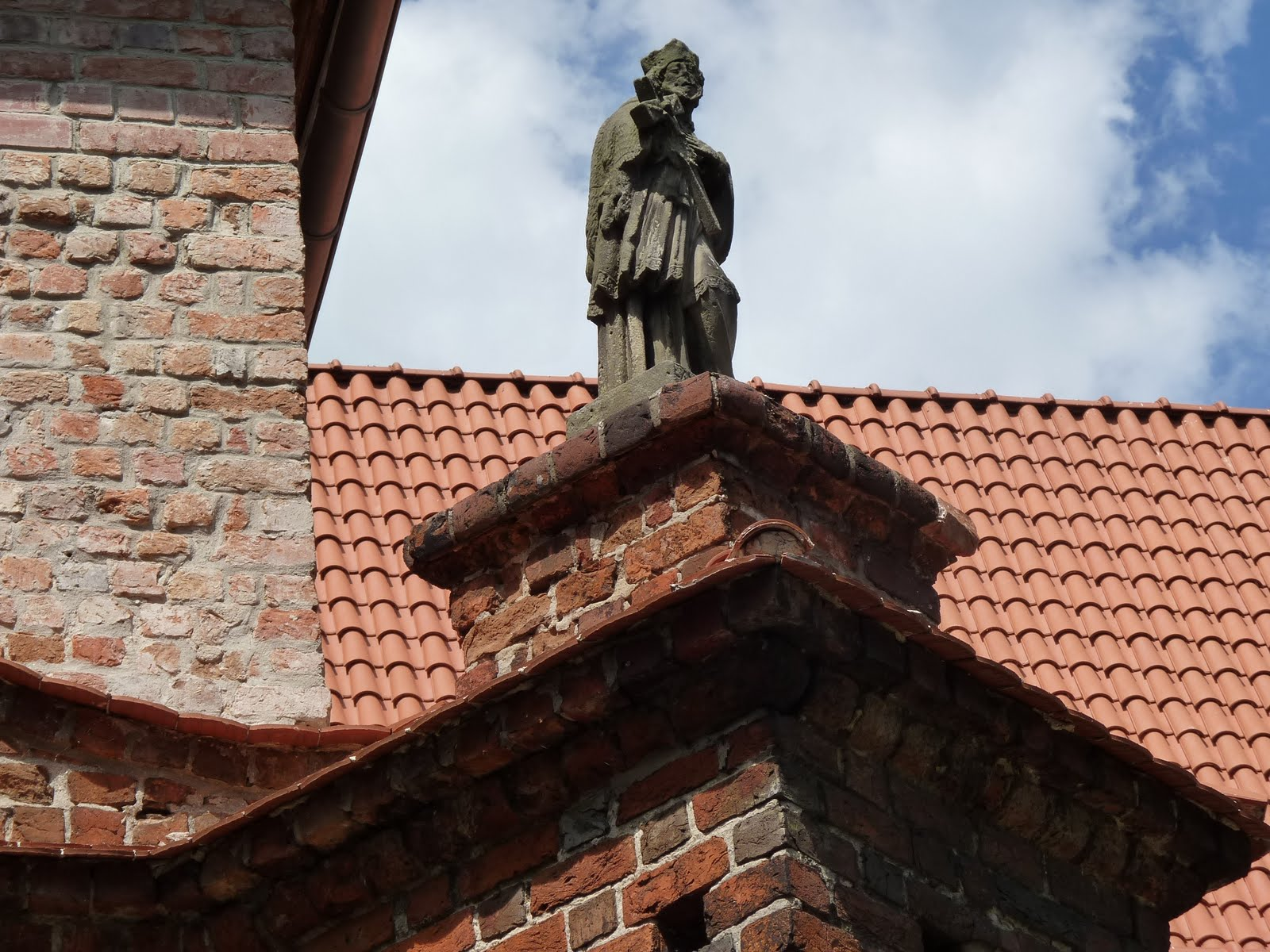